# Alexandru Ota
Alexandru Ota (n. 16 mai 1945) este un deputat român în legislatura 1992-1996, ales în județul Botoșani pe listele partidului PD. Alexandru Ota este de profesie medic. 